# جون كامبل (ناشر)
جون كامبل (بالإنجليزية: John Campbell)‏ هو ناشر أمريكي، ولد في 1653 في اسكتلندا في المملكة المتحدة، وتوفي في 1728 في بوسطن في الولايات المتحدة.